# كاترينا كوزلوفا
كاترينا كوزلوفا (بالأوكرانية: Козлова Катерина Ігорівна) مواليد 20 فبراير 1994 في ميكولايف، هي لاعبة كرة مضرب أوكرانية تلعب باليد اليمنى وتحتل حالياً المرتبة رقم. 138 (15 فبراير 2016) في تصنيف رابطة محترفات كرة المضرب. أعلى تصنيف لها في الفردي كان المركز الـ 100 في سنة 2015. أعلى تصنيف لها في الزوجي كان المركز الـ 139 في سنة 2012.

## روابط خارجية
- كاترينا كوزلوفا على موقع رابطة محترفات التنس (الإنجليزية)
- كاترينا كوزلوفا على موقع الاتحاد الدولي لكرة المضرب (الإنجليزية)
- كاترينا كوزلوفا على موقع كأس بيلي جين كينغ (الإنجليزية)
- كاترينا كوزلوفا على موقع بطولة ويمبلدون (الإنجليزية)
- كاترينا كوزلوفا على موقع خلاصة التنس.كوم (الإنجليزية)